# جسر مشاة

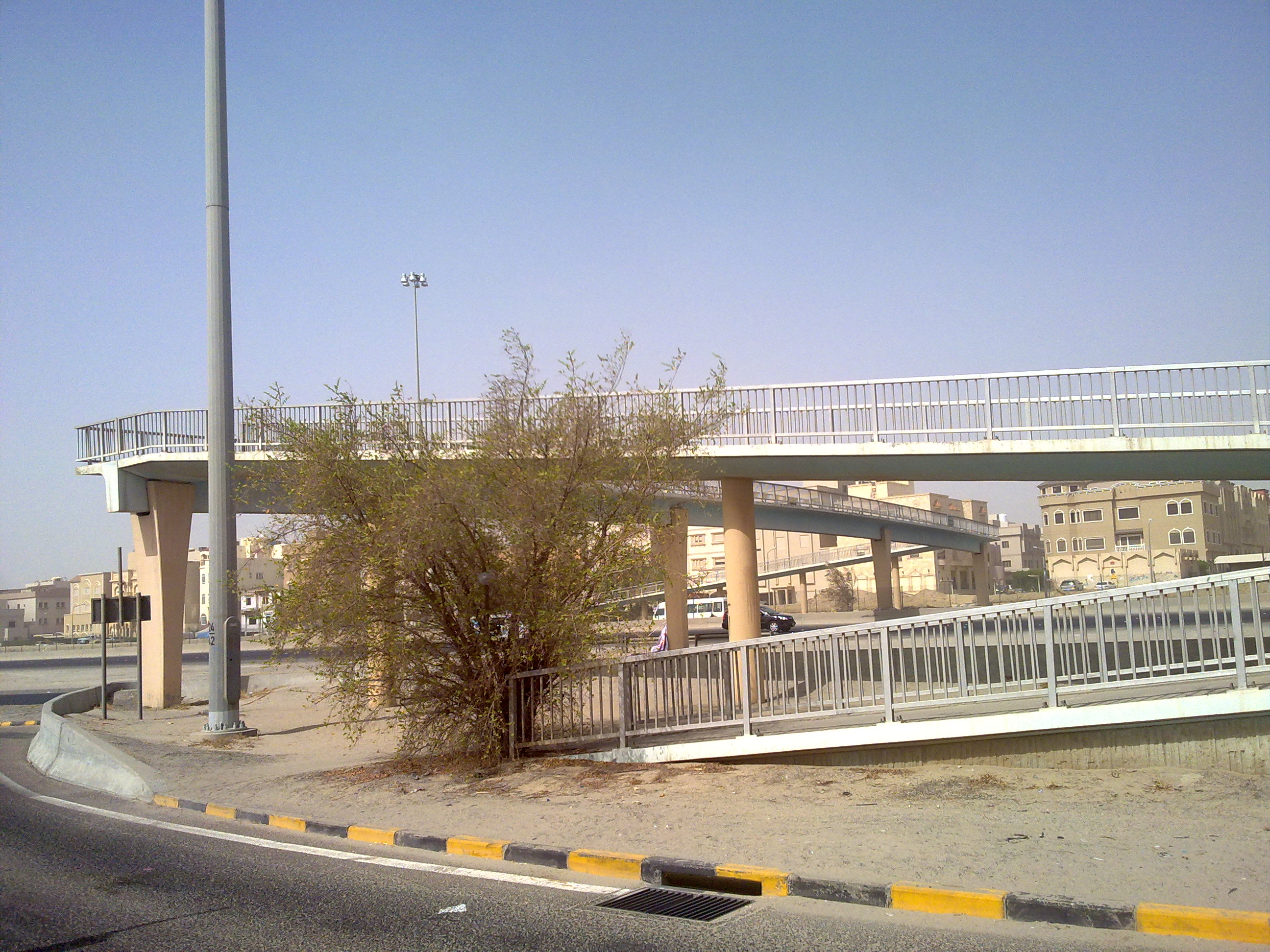
جسر مشاة لعبور طريق سريع في الكويت

جسر المشاة هو جسر يسمح بعبور الراجلين العوائق، من طرق أو منحدرات أو أنهار. ويؤدي غيابه إلى تعرض العابرين للخطر، فهو من أعمال المنفعة العامة.
وهدف استخدم جسر المشاة هو عبور الطرق بأمان دون إبطاء حركة المرور فيها. ويصمم الجسر المعلق البسيط بطريقة مستدامة وسهلة الإنشاء. ويشار إلى هذا النوع باسم جسر صديق للبيئة. وعند تصميم جسر المشاة يجب الأخذ في الاعتبار علاقته مع المباني والأرصفة المحيطة به، وتسهيل استخدامه من قبل ذوي الاحتياجات الخاصة، وأن يكون ارتفاع الجسر مناسب للسماح للمركبات الكبيرة بالمرور من أسفله.